# Amberstar
Amberstar is een computerspel dat werd ontwikkeld en uitgegeven door Thalion Software. Het spel werd uitgebracht in 1990. De speler begint het spel alleen, maar kan contact maken met andere personen die zich hopelijk bij hem aansluiten. Het speelveld wordt van bovenaf weergegeven.

## Platforms
- Amiga (1992)
- Atari ST (1992)
- DOS (1992)

## Ontvangst
| Beoordeeld door                | Platform | Datum            | Score |
| ------------------------------ | -------- | ---------------- | ----- |
| The DOS Spirit                 | DOS      | 12 december 2009 | 92%   |
| Power Play                     | Amiga    | juni 1992        | 85%   |
| Power Play                     | Atari ST | maart 1992       | 85%   |
| Power Play                     | DOS      | 1992             | 83%   |
| Amiga Joker                    | Amiga    | maart 1992       | 82%   |
| Amiga Format                   | Amiga    | januari 1993     | 81%   |
| Pixel-Heroes.de                | Atari ST | juli 2003        | 80%   |
| Pixel-Heroes.de                | Amiga    | juli 2003        | 80%   |
| Pixel-Heroes.de                | DOS      | juli 2003        | 80%   |
| ASM (Aktueller Software Markt) | Amiga    | mei 1992         | 67%   |